# Evangeliar von Mstisch

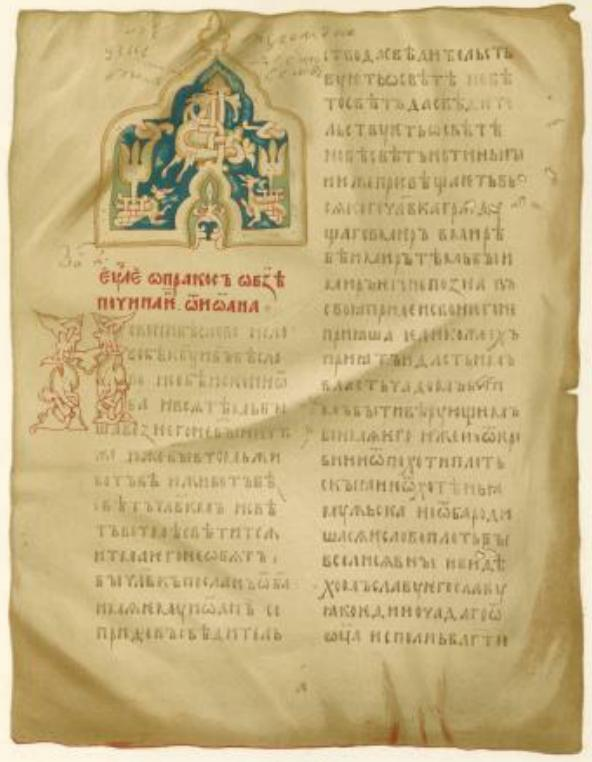
Erste Seite, Beginn des Johannes-Evangeliums

Das Evangeliar von Mstisch ist eine illustrierte Handschrift in kirchenslawischer Sprache in kyrillischer Schrift aus dem 14. Jahrhundert, wahrscheinlich aus der Umgebung von Minsk.
Sie enthält auf 187 Pergamentblättern Teile der Evangelien des Neuen Testaments in Halbunzialen. Der Text ist zweispaltig in 24 Zeilen geschrieben. Er enthält etwa 350 Initialen und einige figürliche und ornamentale Darstellungen und Verzierungen. 
Eine Notiz aus dem 16. Jahrhundert am Beginn der Handschrift berichtet, dass der Bürgermeister von Minsk Wassil Lach die Handschrift an die St.-Juri-Kirche in Mstisch gab. 1889 kam sie aus Minsk nach Vilnius. Heute befindet sie sich in der Bibliothek der Litauischen Akademie der Wissenschaften in Vilnius.